# Milan Soukup
Milan Soukup (* 5. duben 1980) je český basketbalista hrající Národní basketbalovou ligu za tým USK Praha. Hraje na pozici rozehrávače.
Je vysoký 203 cm, váží 94 kg.

## Kariéra
- 1998 - 2000 : BC Sparta Praha
- 2011 - 2012 : USK Praha

## Statistiky
| Sezóna | Soutěž | Odehrané minuty | Průměr na zápas | Body | Průměr na zápas |
| ------ | ------ | --------------- | --------------- | ---- | --------------- |